# Érico Cardoso
Érico Cardoso is een gemeente in de Braziliaanse deelstaat Bahia. De gemeente telt 10.717 inwoners (schatting 2009).